# Las Solanillas
Las Solanillas es un despoblado español del municipio abulense de La Aldehuela, en la comunidad autónoma de Castilla y León.

## Historia
Hacia mediados del siglo XIX, la localidad, perteneciente ya por entonces al término municipal de La Aldehuela, tenía 13 casas. Aparece descrita en el decimocuarto volumen del Diccionario geográfico-estadístico-histórico de España y sus posesiones de Ultramar de Pascual Madoz de la siguiente manera:

SOLANILLAS: l. en la prov. de Avila, part. jud. del Barco de Avila, ayunt. y felig. de Aldehuela; en cuyo pueblo estan incluidas las circunstancias de su pobl. y riqueza (V.). Tiene 13 casas de inferior construccion.
(Madoz, 1849, p. 425)

En 2024 la localidad no tenía habitantes empadronados.